# Wahlgreniella viburni
Wahlgreniella viburni är en insektsart som först beskrevs av Takahashi, R. 1925.  Wahlgreniella viburni ingår i släktet Wahlgreniella och familjen långrörsbladlöss. Inga underarter finns listade i Catalogue of Life.